# 타마라 가체칠라제

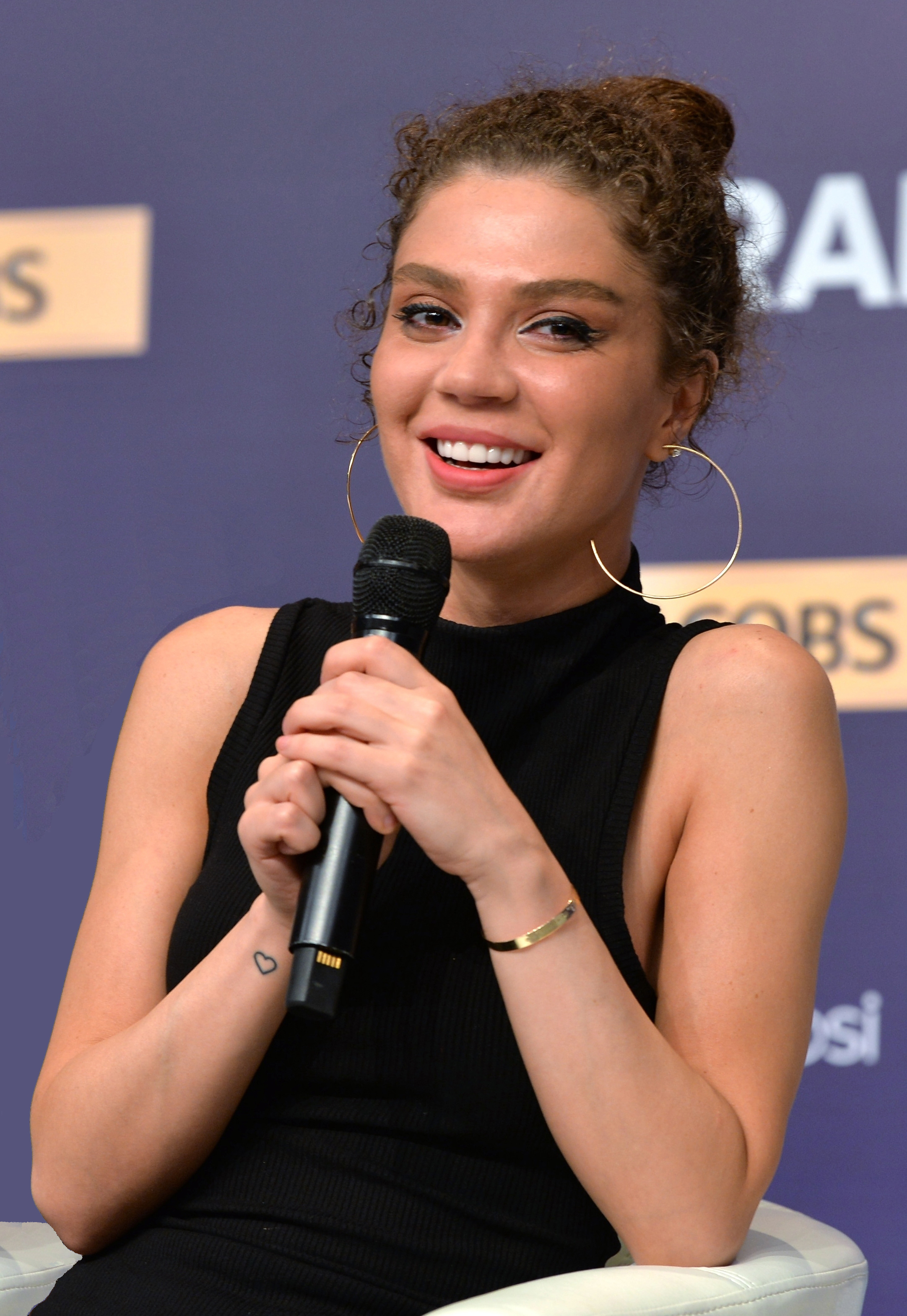
2017년 모습

타마라 가체칠라제(Tamara Gachechiladze, 1983년 3월 17일 ~ )는 조지아의 싱어송라이터, 배우이다. 유로비전 송 콘테스트 2017에서 조지아를 대표하여 Keep the Faith를 불렀으나 결승에 진출하지는 못했다.

## 디스코그래피

### 싱글
| 타이틀            | 연도 | 음반             |
| ----------------- | ---- | ---------------- |
| "Me and My Funky" | 2008 | 음반이 아닌 싱글 |
| "Keep the Faith"  | 2017 | 음반이 아닌 싱글 |